# FC Aboumoslem
Abu Moslem Mashhad ist ein iranischer Fußballverein aus Maschhad in der Provinz Razavi-Chorasan. Der Verein spielte bis 2010 in der Persian Gulf Pro League. Die Heimspiele werden im Samen Stadion ausgetragen.

## Geschichte
Abu Moslem Mashhad wurde 1970 gegründet und ist nach dem persischen Nationalhelden Abū Muslim benannt. 1975 qualifizierte sich der Klub für den Takhte Jamshid Pokal und wurde zum besten Verein, der nicht aus Teheran stammt. Allerdings konnte er das Niveau nicht halten und stieg bereits kurz danach ab. Erst 1991 gelang die Rückkehr in die Azadegan League, die damals höchste Spielklasse Irans. Seither spielte die Mannschaft meistens gegen den Abstieg.
Anfang 2007 wurde der ehemalige iranische Nationalspieler Khodadad Azizi Trainer der Mannschaft. Nach einer Spielzeit wurde Azizi allerdings schon wieder entlassen. Seit Mai 2008 ist Akbar Misaghian, der den Verein in den Jahren 1996–1999 und 2004–2006 bereits trainierte, als neuer Teamchef vorgestellt worden.
In der IPL Spielzeit 2009/10 landete Abu Moslem am Saisonende auf dem vorletzten Tabellenrang und musste in die zweitklassige Azadegan League absteigen.

## Bekannte Spieler
- Khodadad Azizi
- Reza Enayati
- Alireza Nikbakht Vahedi
- Mojtaba Jabbari
- Hossein Badamaki
- Anderanik Teymourian
- Mahmud Ebrahimzadeh